# Claude-Adolphe Nativelle
Claude-Adolphe Nativelle, né le 25 juin 1812 à Paris et mort le 25 mars 1889 à Bourg-la-Reine, est un pharmacien et chimiste français, découvreur de la digitaline et premier à en obtenir sous forme cristallisée, en 1868.

## Biographie

### Enfance
Il est l'aîné des quatre enfants d'un boucher originaire de Normandie installé place du Marché-Saint-Jean, à Paris, et de Geneviève Noblesse, marchande de plantes médicinales. Trois autres enfants viendront bientôt le rejoindre ; deux enfants qui meurent en bas âge et son jeune frère Pierre-Hippolyte, né en 1818.
Son père tombe malade et doit quitter sa boucherie, il aide son épouse dans son petit commerce de vente d'herbes médicinales, mais il meurt rapidement. La mère a toutes les peines à faire vivre sa famille, elle se tue à la tâche et disparaît à son tour, laissant ses deux fils aux bons soins d'une institution charitable où les enfants sont placés.
Claude apprend à faire des brosses et son jeune frère se tourne vers l'horlogerie. Monsieur Foisol, son parrain, chapelier, veut apprendre la chapellerie à son filleul, mais il finit par se laisser convaincre de la vocation de celui-ci à s'occuper des herbes médicinales.

### 1826-1841: apprenti pharmacien
Monsieur Foisol lui trouve une place d'apprenti chez un apothicaire, à proximité de la porte Saint-Martin. Malheureusement, il n'y apprend rien, son maître lui faisant astiquer les ustensiles et faire les courses. Il obtient une nouvelle place chez Guillery, pharmacien rue Montorgueil, où il va rester quatre ans. Il s'inscrit à l'École de préparation en pharmacie. Pendant les journées de 1830, il soigne les blessés et en 1832, les malades pendant l'épidémie de choléra. En 1833, il entre à la pharmacie Lesage et Picou au 30, boulevard du Temple. À peine un an plus tard, il entre à la pharmacie Séguin au 378, rue Saint-Honoré, où il fait un stage de vingt mois. Sa première publication irrite son employeur et Nativelle le quitte le jour même.
Le 1er février 1836 il entre à la pharmacie Quesneville, dans le quartier de la Monnaie, où il reste près d'un an et demi et prend ses 6e et 7e inscriptions à l'École de pharmacie. En 1840, il revient habiter chez Quesneville, rue du Petit-Pont, où il est son principal élève, c'est dans ce cadre qu'il se trouve à servir et converser avec Sainte-Beuve qui se fait livrer les flacons de son ordonnance à l'Institut.
En 1841, il obtient son diplôme avec une thèse sur la racine de jalap la même année. Cela l'autorise à s'installer pharmacien, mais ses moyens financiers ne le lui permettant pas, il continue ses recherches. Il parvient à se faire admettre au sein d'une mission d'étude en Colombie pour étudier et expérimenter de nouvelles méthodes de récolte du quinquina. Il débarque donc à Carthagène en 1843, mais des incompatibilités avec ses collègues le font rentrer en France avant la fin de l'expédition.

### 1844-1885: pharmacien
En 1847, il s'installe à son compte en reprenant la pharmacie d'Honoré Cussol au no 24 de la rue aujourd'hui baptisée rue Charlot. Il va bientôt laisser ce laboratoire, devenu trop exigu, à son principal élève et s'installe au 23, boulevard de Port-Royal, près de l'hôpital Ricord, aujourd'hui absorbé par Cochin.
En 1870, il vend sa pharmacie et achète un pavillon au no 5 de la rue Angot, à Bourg-la-Reine. Pendant le siège de Paris, il sert dans les ambulances. En 1872, il reçoit la médaille Orfila et le prix de 6 000 francs et ouvre une annexe, boulevard de l'Église, au laboratoire qu'il a dans son pavillon.

### Vie de famille

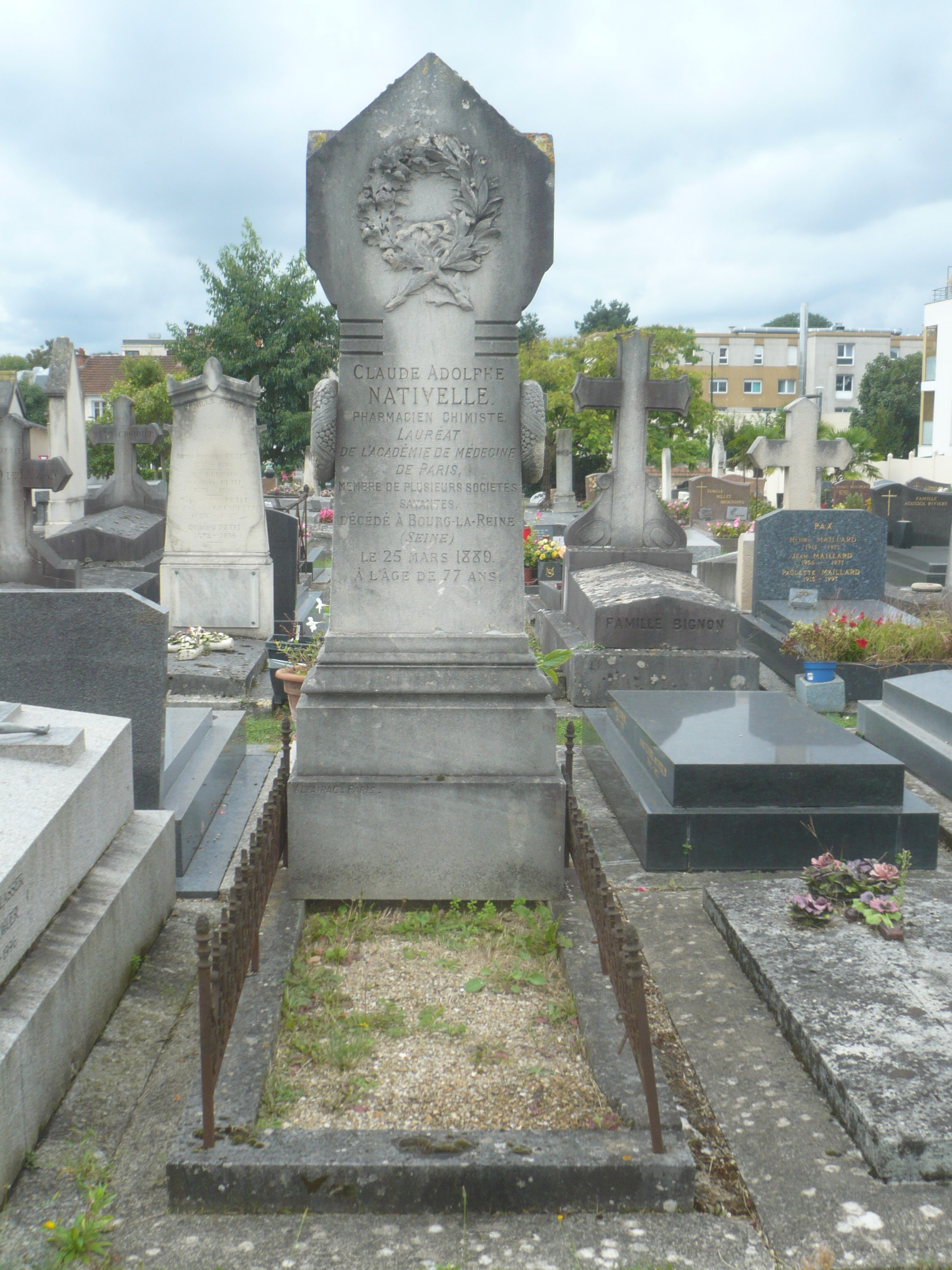
Sépulture de Claude-Adolphe Nativelle au cimetière de Bourg-la-Reine (division 7).

Contre toute attente, ce célibataire convole à 63 ans avec Joséphine Constance Allaume, une ex-institutrice d'une quarantaine d'années. Le 1er mars 1885 madame Nativelle meurt, laissant de nouveau seul le chercheur qui sera entouré dans ses derniers jours par une filleule et sa mère.

### Décès
Il meurt le 25 mars 1889 dans son pavillon de Bourg-la-Reine, à la suite de l'épidémie de grippe. Il repose dans le cimetière de cette localité qu'il a tant aimée, dans la division 7. Sur la tombe, on peut lire cette épitaphe : « Claude Adolphe Nativelle, pharmacien-chimiste, lauréat de l'Académie de médecine, membre de plusieurs sociétés savantes, décédé à Bourg-la-Reine (Seine), le 25 mars 1889, à l'âge de 77 ans ».

## Travaux
En 1835, il rédige sa première communication à l'Académie des sciences sur le quinquina, et envoie un échantillon de sulfate de quinquina obtenu sans alcool et par un procédé bon marché. En 1837, il entre chez le chimiste Pierre Deleschamps. Il y fait des recherches sur le quinquina et dépose deux communications à l'Académie.
En 1841 il dépose une nouvelle communication sur les matières cristallisables.  À partir de ce moment, il se désintéresse de la quinine et se passionne pour la digitale.
En février 1844, le Journal de Pharmacie publie un dernier appel pour la remise d'un prix si l'on répond à la question qui est de savoir s'il existe un ou plusieurs principes immédiats qui puissent expliquer les propriétés médicinales de la digitale pourprée. Le 31, date de la clôture, il envoie son mémoire et des échantillons de digitaline amorphe et de digitaline cristallisée, mais encore adultérée de digitine, sans signature avec cette mention Tempus omnia revelat. C'est finalement le mémoire du Dr Homolle qui est récompensé, le sien étant ignoré. Il proteste et fait imprimer cette protestation qu'il répand partout.
En 1868, il fait une communication à l'Académie de médecine de Belgique.

## Récompenses et distinctions
Il est lauréat le 23 janvier 1872 du prix Orfila de l'Académie de médecine pour sa découverte de la digitaline et reçoit la médaille et le prix de 6 000 francs.